# 穆齐尼奥·达·索维拉
穆齐尼奥·达·索维拉（葡萄牙語：José Xavier Mouzinho da Silveira，1780年7月12日—1849年4月4日），是葡萄牙的一位政治家、法学家，也是 1820年葡萄牙自由革命中最重要的人物之一。受当时君主专制派任命，被迫当了15天财政部长。期间捍卫宪章，重新塑造葡萄牙的政府机构，并对税收和司法进行改革。1828年流放巴黎，直到1834年才返回里斯本，继续捍卫立法议程，并在1836年再次流放自己。晚年退出公众生活。1922年和1988年分别登上葡萄牙纸币埃斯库多。

## 早年生活
1780 年穆齐尼奥出生于维迪堡（Castelo de Vide）的一个富有地主家庭。少年在学习算术、拉丁语和希腊语后，于1796年10月前往葡萄牙第二大城市波尔图参加法学的预备课程，并于1802年7月19日完成学业。1799年5月父亲去世，成为一家之主，经济上实现独立。但穆齐尼奥为人节俭，会保存日常收据，并对个人开支登记成册。1803年至1804年间，他回到维迪堡，把时间花在与家族产业相关的事物上。1804年底，由于家族义务，穆齐尼奥前往里斯本，在那里度过了他的皇家宫廷时光。1807年法国第一次入侵葡萄牙，他见证了朱诺指挥下的法军队进入里斯本。

## 职业生涯
家族义务完成后，穆齐尼奥没有选择返回维迪堡，而是加入葡萄牙地方法官机构。并于1809年3月1日上任担任马尔旺（Marvão）的巡回法官（juiz de fora）。任期结束时，他返回里斯本（1812年10月15日，接着又前往Castelo Branco担任相同职位。1820年自由革命后，穆齐尼奥参加众议院选举，但没有当选。1821年2月，他进入财政部，并于4月11日被派往海关任职Alfândega Grande do Açúcar（Great Sugar），直到1823年5月28日被提名为财政部长。1823年5月31日法令正式确认为部长，但在1823年6月19日就被解雇。关于任职部长的提名，穆齐尼奥后来写道：“作为海关署长，我被迫在 1823年5月29日出任财政部长，并在君主专制重建后幸存下来，于15日被解雇，重新回到海关工作，存留我作为部长的一点荣誉” 。短暂的部长生涯中，穆齐尼奥颁布了1823年6月12日法令，撤销1823年3月法律规定征收的十一税。

## 自由革命
1820年，波尔图爆发自由革命，并迅速蔓延至全国。革命者要求废除君主专制，仿效英国实行君主立宪。1821年，王室应议会要求从巴西回国，若昂六世之子佩德罗留任巴西摄政王。1822年，议会批准实施新宪法。新宪法及君主立宪制度仅实施不满一年，便被米格尔王子所发动的军事政变所中止，君主专制制度随之恢复。1828 年3月，穆齐尼奥觉得有必要在米格尔国王的统治下流放自己，于是请求休假一年，并于4月3日离开里斯本，15日抵达法国巴黎。他一直留在巴黎直到1832年，研究税收，同时与在葡萄牙的朋友和家人保持密切的书信交流。在此期间，葡萄牙出现了经济危机。在巴黎的穆济尼奥试图加强对儿子的教育，包括外语（德语）、化学和其他科学，这些在葡萄牙都是没有的。穆济尼奥还试图强迫他的儿子从事他建立的铜业。 
1831 年2月7日，他以葡萄牙女王玛丽亚二世的名义加入了在摄政期间取代国务委员会的协商委员会。6月6日，他应要求加入众议院财政委员会，负责收集资助自由党事业所需的资金和贷款。
而后由于政局动荡，他又在巴黎流放了一段时期。
1834年9月11日穆齐尼奥返回葡萄牙，并加入众议院直到1836年，始终不妥协地捍卫他的立法，并不断干预公共财政事务。在1835年的选举中，他被选为阿伦特乔地区的代表议员。
1836 年8月16日，他拒绝宣誓效忠1822年宪法，并辞去海关署长的职务。他被监禁，释放后又流放法国。

## 晚年生活
1839年穆齐尼奥回到葡萄牙，2月15日进入众议院，并一直任职到1840年，继续干预公共财政事务。1842年，他以阿连特茹地区代表候选人名义参选，但以两票之差落选。1844 年12月1日，穆济尼奥负责制定海关总则。
1846年穆济尼奥的个人财务状况有所改善，但对儿子的希望破灭了，个人健康状况开始恶化，妻子也搬到了巴黎。
1849年4月4日穆济尼奥在里斯本去世，原因是他在移动钢琴时不慎摔倒在楼梯上，导致被压伤。